# اورالتائو
اورالتائو (انگلیسی: Uraltau) یک شهرک در شهرستان بلورتسکی استان باشقیرستان کشور روسیه است.